# КК Кими
КК Кими (грч. Γυμναστικός Σύλλογος Κύμης) је грчки кошаркашки клуб из Кимија. У сезони 2017/18. такмичи се у Првој лиги Грчке.

## Историја
Клуб је основан 2010. године. Од сезоне 2016/17. такмичи се у Првој лиги Грчке.

## Познатији играчи
- Андреас Глинијадакис
- Игор Милошевић